# Юргув
Юргув (пол. Jurgów, нім. Jurkau) — село в Польщі, у гміні Буковина-Татшанська Татранського повіту Малопольського воєводства.
Населення — 897 осіб (2011).
У 1975-1998 роках село належало до Новосондецького воєводства.

## Демографія
Демографічна структура станом на 31 березня 2011 року:
|          | Загалом | Допрацездатний вік | Працездатний вік | Постпрацездатний вік |
| -------- | ------- | ------------------ | ---------------- | -------------------- |
| Чоловіки | 427     | 111                | 285              | 31                   |
| Жінки    | 470     | 95                 | 285              | 90                   |
| Разом    | 897     | 206                | 570              | 121                  |